# Dolph Ziggler
Nicholas Theodore Nemeth, meglio conosciuto come Dolph Ziggler (Cleveland, 27 luglio 1980), è un wrestler statunitense sotto contratto con la Total Nonstop Action Wrestling, dove si esibisce con il ring name Nic Nemeth. Non avendo un contratto in esclusiva, Nemeth combatte in altre federazioni, tra cui la New Japan Pro-Wrestling e la Lucha Libre AAA Worldwide.
Nemeth ha cominciato la sua carriera da wrestler nel novembre del 2004, firmando un contratto con la Ohio Valley Wrestling, all'epoca territorio di sviluppo della WWE. Nell'estate del 2005 ha debuttato nel main roster della, come aiutante di Kerwin White, ma pochi mesi dopo è stato rimandato ad allenarsi nella Ohio Valley Wrestling, dove si è unito alla Spirit Squad. Il gruppo ha debuttato a Raw nel gennaio del 2006 ma è tornato nuovamente in OVW a fine anno. Nel settembre del 2007 è stato assegnato all'altro territorio di sviluppo, la Florida Championship Wrestling, mentre nel settembre del 2008 è tornato nel main roster come Dolph Ziggler.
In WWE, in cui si è esibito dal 2004 al 2023, ha detenuto due volte il World Heavyweight Championship, una volta l'NXT Championship, sei volte l'Intercontinental Championship, due volte lo United States Championship, una volta il World Tag Team Championship (con la Spirit Squad), due volte il Raw Tag Team Championship (una volta con Drew McIntyre e una volta con Robert Roode) e una volta lo SmackDown Tag Team Championship (con Robert Roode). È stato inoltre il vincitore dell'edizione 2012 del Money in the Bank. Nella New Japan Pro-Wrestling è stato il detentore dell'IWGP Global Heavyweight Championship, mentre nella Lucha Libre AAA Worldwide il Mega Campeonato AAA

## Biografia
Nicholas Nemeth si è laureato in scienze politiche alla Kent State University di Kent (Ohio) ed era stato accettato alla scuola di legge della Arizona State University di Tempe (Arizona) prima di intraprendere la carriera di wrestler.

## Carriera

### WWE (2004–2023)

#### Ohio Valley Wrestling (2004–2005)
Nicholas Nemeth viene messo sotto contratto dalla World Wrestling Entertainment nel novembre del 2004 e viene mandato nel territorio di sviluppo della Ohio Valley Wrestling. Debutta il 3 novembre dello stesso anno, perdendo un Tag Team match in coppia con Steve Lewington contro Joey Matthews e Johnny Nitro. Il 10 agosto 2005 Nemeth e Caylen Croft sconfiggono Bobby Lashley e Ken Doane. La settimana successiva viene sconfitto da quest'ultimo in un match per l'OVW Television Championship.
Il 17 ottobre 2005 Nicholas Nemeth fa il suo esordio nella WWE, interpretando la gimmick del caddie di Kerwin White. Tuttavia in seguito alla morte di Eddie Guerrero, avvenuta il 13 novembre, White ritorna ad usare il ring-name di Chavo Guerrero e Nemeth viene rimandato alla Ohio Valley Wrestling.

#### The Spirit Squad (2005–2006)
Una volta ritornato in OVW, forma una stable denominata Spirit Squad insieme a Johnny, Kenny, Mikey e Mitch. In questo periodo Nemeth cambia nome in Nicky ed inizia ad interpretare la gimmick di un cheerleader.
Il debutto della Spirit Squad in WWE avviene nella puntata di Raw del 23 gennaio 2006, quando permettono a Jonathan Coachman di vincere contro Jerry Lawler un match di qualificazione al Royal Rumble match. Nelle settimane successive si ritagliano uno spazio sempre più grande durante gli show, diventando sempre più odiati.
La Spirit Squad interviene poi nella faida tra Mr. McMahon e Shawn Michaels, assunti dal proprietario della WWE per attaccare Michaels e per esibirsi in canti contro di lui. La Spirit Squad affronta HBK anche in match ufficiali per due volte: prima un 4-on-1 Handicap match vinto da Michaels per squalifica, poi un altro 4-on-1 Handicap match, stavolta in una gabbia, dove a trionfare è la Spirit Squad. Il gruppo di cheerleader attacca Michaels anche durante il match fra HBK e Mr. McMahon di WrestleMania 22.
Nell'edizione del 3 aprile 2006 di Raw a Chicago, Kenny e Mikey battono Big Show e Kane diventando i nuovi World Tag Team Champions. Grazie alla "decisione esecutiva" di Vince McMahon i titoli appartengono all'intera Spirit Squad. Nel rematch, in cui a rappresentare la Spirit Squad sono invece Nicky e Johnny, la Spirit Squad trionfa di nuovo, stavolta per squalifica. A Backlash la Spirit Squad interviene nel match fra Shawn Michaels e "Dio" contro Mr. McMahon e Shane McMahon, lanciando HBK contro un tavolo, consegnando ai McMahons l'incontro.
Nella puntata di Raw del 5 giugno, l'intera stable fa il suo intervento nel match tra Triple H e Big Show. I ragazzi si scagliano contro Big Show, decretando automaticamente la vittoria del gigante per squalifica. La stable si sciolse dopo Cyber Sunday, quando vennero sconfitti da Ric Flair e Roddy Piper e persero i titoli. Il giorno dopo Survivor Series la stable venne letteralmente impacchettata da Triple H, Shawn Michaels e Ric Flair e rispedita alla OVW.

#### Secondo ritorno in OVW (2006–2007)
Ritorna in OVW il 17 gennaio 2007. Nel suo ultimo periodo in OVW, riforma il tag team con Mike Mondo ma non riescono ad arrivare alle cinture. Nel suo ultimo match in federazione, tenutosi il 29 agosto 2007, perde contro Vladimir Kozlov. In seguito alla fine del rapporto di collaborazione fra WWE e OVW, passa alla Florida Championship Wrestling.

#### Florida Championship Wrestling (2007–2008)
Passa così alla Florida Championship Wrestling dove debutta il 15 settembre 2007, battendo Hade Vansen. Dopo aver battuto Robert Anthony e Tommy Taylor e Ezekiel Jackson e Steve Lewington, si separa da Mondo e inizia la carriera da singolo. Nel mese di febbraio, forma un tag team con Brad Allen e i due conquistano gli FCW Florida Tag Team Championship. Il loro regno da campioni dura però pochi giorni. Dopo aver tentato varie volte di riconquistare i titoli con Mike Kruel e Shawn Spears, riesce nell'impresa il 17 agosto, quando con Spears inizia il secondo periodo da campione. Difendono i titoli dall'assalto di Michael McGillicutty e Heath Slater per una volta, salvo perderli l'11 settembre 2008 in un Triple Treath Tag Team Match contro questi ultimi che vedeva coinvolti anche Kafu e Scotty Goldman. Dopo aver perso i titoli, cambia il ring name in Dolph Ziggler. Dopo un ultimo assalto alle cinture di coppia, Ziggler viene sconfitto da Johnny Curtis. Nel suo ultimo match in FCW, batte Yoshi Tatsu. In seguito la WWE decide di farlo debuttare nel roster di Raw.

#### Main roster e varie faide (2008–2009)

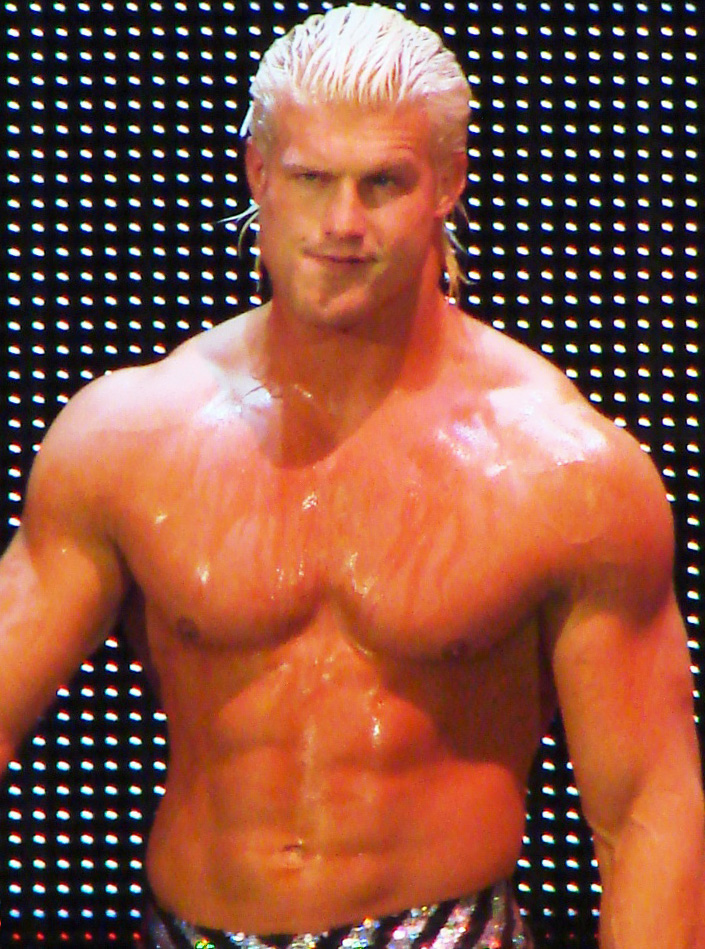
Dolph Ziggler nel 2008

Ritornò a Raw il 15 settembre 2008 presentandosi ogni volta con la frase "Piacere, sono Dolph Ziggler". Il 18 ottobre fu sospeso per 30 giorni per esser risultato positivo al Wellness Program.
Il 1º dicembre ha fatto il suo debutto nel ring perdendo contro Batista. Partecipa alla Royal Rumble entrando col numero 28, ma viene eliminato in venti secondi da Kane. Il 9 marzo, prende parte ai tapings della ECW, partecipando alla Battle Royal che decretava il primo sfidante al titolo ECW che viene vinta da Christian. Nel suo ultimo match a Raw prima di essere selezionato, perde contro Jeff Hardy un Extreme Rules Match.
Grazie alla draft lottery passa al roster di SmackDown, dove esordisce battendo lo United States Champion Montel Vontavious Porter (MVP). I due hanno avuto un match titolato due settimane dopo, che ha visto trionfare il campione MVP. Dopo le vittorie con R-Truth e Jimmy Wang Yang inizia un feud con The Great Khali attaccandolo più volte con una sedia e scappando nelle settimane successive dal gigante indiano. Khali riesce poi a batterlo nettamente in un match singolo. Nelle puntate successive riesce a battere il gigante indiano una volta per Count-Out e un'altra per squalifica. A The Bash Ziggler riesce a sconfiggere Khali in un No Disqualification match grazie all'aiuto di Kane che colpì varie volte con una sedia l'indiano.

#### Faida con Rey Mysterio (2009–2010)

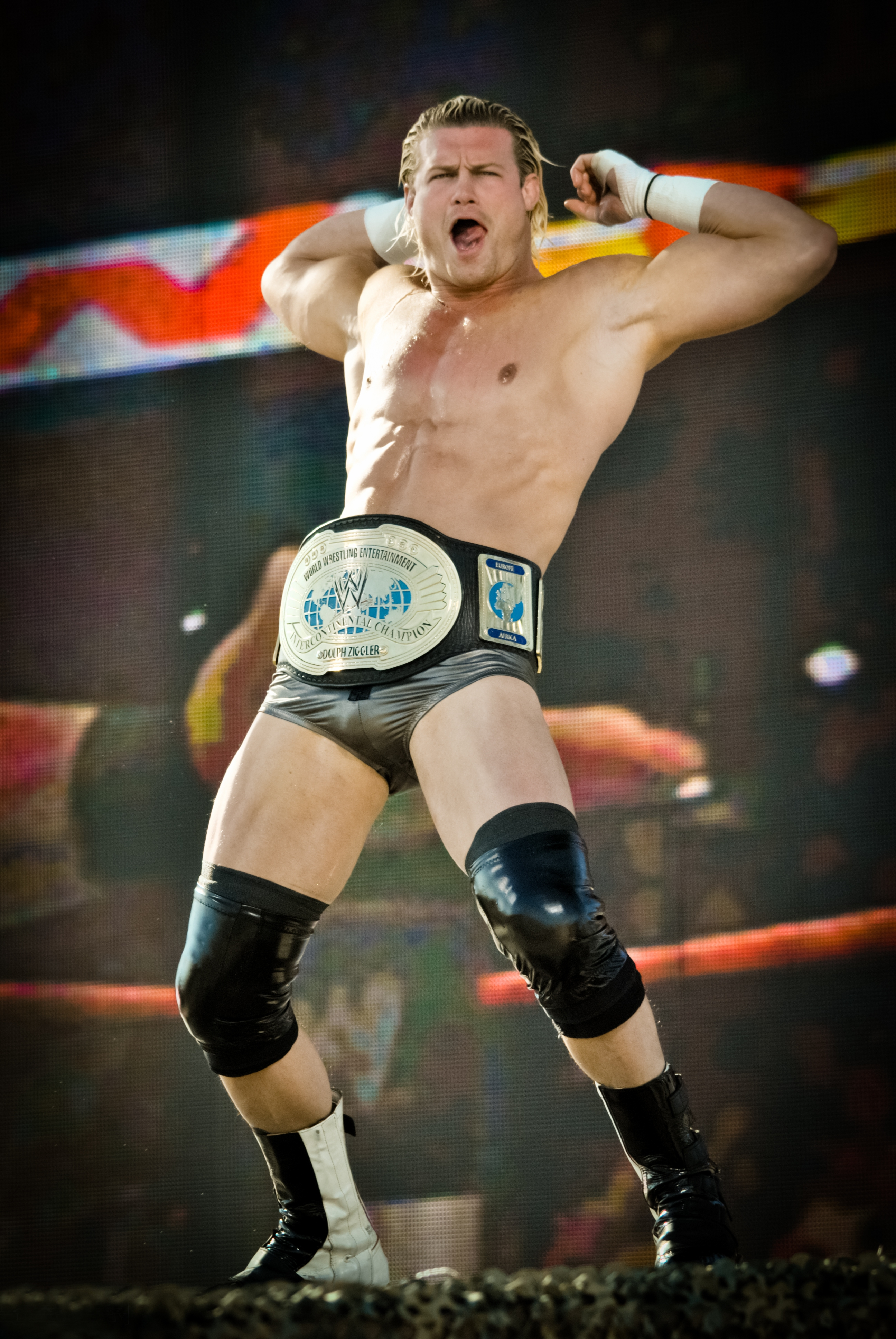
Dolph Ziggler nel 2010

Nelle settimane successive a The Bash attacca continuamente l'Intercontinental Champion Rey Mysterio, al PPV Night of Champions ha la possibilità di vincere il suo primo titolo partecipando ad un match contro il folletto di San Diego ma perde. Nella puntata di SmackDown del 7 agosto vince un Fatal 4 Way Match contro Finlay, Mike Knox e R-Truth. avendo vinto ha nuovamente la possibilità di andare contro il campione Intercontinentale Rey Mysterio a SummerSlam, dove però perde per la seconda volta. A WWE Superstars batte Finlay e Mike Knox avendo quindi un'altra occasione per il titolo intercontinentale che intanto era stato vinto da John Morrison in un match contro Mysterio a SmackDown. La sua opportunità ci sarà a Hell in a Cell. Nell'evento però, viene sconfitto da Morrison perdendo così per la terza volta consecutiva in un match PPV, rincorrendo il titolo Intercontinentale.

#### Intercontinental Champion (2010–2011)
A WrestleMania XXVI perde il Money in the Bank Ladder Match che viene vinto da Jack Swagger, ed anche al PPV Money in the Bank, andato a Kane.
Nei taping di SmackDown del 28 luglio 2010, in onda il 6 agosto 2010, Dolph Ziggler sconfigge Kofi Kingston e conquista il titolo Intercontinentale.
Nella prima puntata dell'anno perde il titolo Intercontinentale contro l'ex campione Kofi Kingston. Nella stessa puntata sfida in un fatal 4-way match Big Show, Cody Rhodes e Drew McIntyre. Schienando Cody Rhodes diventa il primo contendente per il World Heavyweight Championship. Alla Royal Rumble 2011 Dolph Ziggler viene sconfitto da Edge e non riesce a conquistare il World Title. Successivamente partecipa anche al Royal Rumble match entrando col numero 31 ma viene eliminato poco dopo.
Nella puntata di SmackDown del 18 febbraio viene incoronato nuovo World Heavyweight Champion da Vickie Guerrero, ma perde il titolo nella stessa sera a favore di Edge, grazie a Teddy Long che permette a Edge di avere un "rematch" per il titolo. Dopo il match Ziggler viene licenziato da Teddy Long (kayfabe).

#### United States Champion (2011–2012)

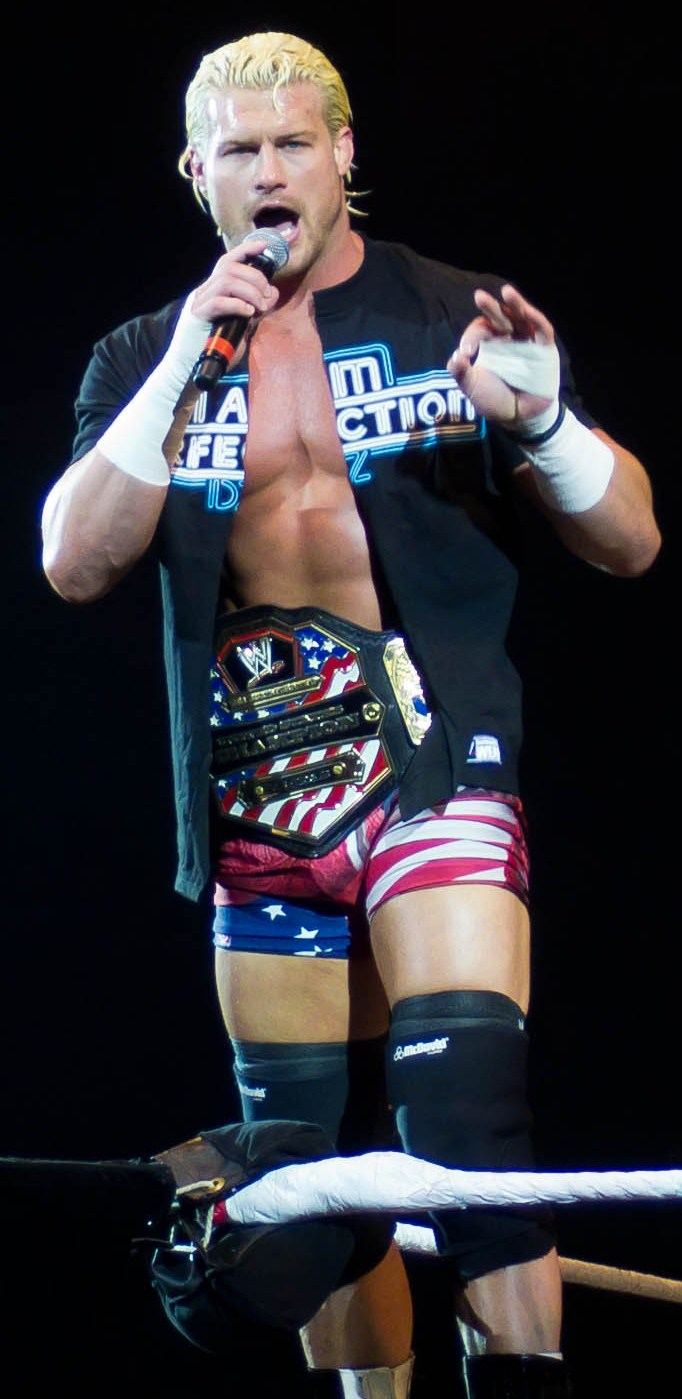
Dolph Ziggler nel 2011

Dolph Ziggler ritorna a Raw il 7 marzo 2011 introdotto da Vickie Guerrero. Durante la stessa puntata sconfigge John Morrison. A WrestleMania XXVII Dolph Ziggler e le LayCool (Layla e Michelle McCool) affrontano il trio composto da John Morrison, Nicole "Snooki" Polizzi e Trish Stratus, perdendo in un 3 on 3 tag team match. Dolph Ziggler torna ad avere un feud con Kofi Kingston. A WWE Capitol Punishment Ziggler batte Kingston e si laurea per la prima volta United States Champion. La sera seguente, a Raw Power to the People, Dolph difende con successo il titolo dall'assalto di Kingston in un 2 out of 3 falls match. Nella puntata di Raw Roulette, il 27 giugno, Ziggler perde contro Kingston un match dove Vickie Guerrero era stata bandita da bordo ring.
A Night of Champions difende lo United States Championship contro Jack Swagger, John Morrison e Alex Riley in un Fatal 4-Way match vincendo di rapina. Il 26 settembre, ha luogo l'incontro con il titolo in palio, che vede Ziggler prevalere grazie anche all'aiuto di Jack Swagger. A Hell in a Cell affronta, insieme a Jack Swagger, Evan Bourne e Kofi Kingston per il WWE Tag Team Championship, perdendo. A WWE Vengeance perde il match assieme a Jack Swagger contro gli Air Boom con in palio i titoli di coppia. Nella stessa sera difende la cintura di U.S. Championship dall'assalto di Zack Ryder.
A Survivor Series sconfigge John Morrison e mantiene il titolo. Nella stessa sera partecipa anche al match tradizionale 5 vs 5 e viene eliminato per primo, ma il suo team vince. Nel PPV WWE TLC viene sconfitto da Zack Ryder perdendo così il titolo US. Nella puntata del 26 dicembre 2011 batte CM Punk grazie all'interferenza di John Laurinaitis e diventa numero 1 contender al WWE Championship. La sera del 2 gennaio 2012 a Raw sconfigge CM Punk per count-out, vincendo così il match ma non il WWE Championship. Al pay-per-view Royal Rumble perde il suo match contro CM Punk per il WWE Championship, che non è stato arbitrato come previsto dal GM di Raw John Laurinaitis. La sera stessa partecipa al match tipico del pay-per-view, entrando col numero 18 e venendo eliminato da The Big Show, dopo quasi 20 minuti di permanenza sul ring.
A Elimination Chamber Ziggler non riesce a conquistare il WWE Championship venendo eliminato per secondo da Chris Jericho. Il 2 aprile a Raw Ziggler e Swagger sfidano Santino Marella in un triple threat match per il WWE United States Championship, dopo il match Ziggler inizia un feud con Brodus Clay che colpisce Ziggler con una testata. La settimana successiva a RAW insieme a Swagger viene sconfitto da Brodus Clay e Santino Marella. Ad Extreme Rules viene sconfitto da Brodus Clay. A Over the Limit Ziggler e Swagger vengono sconfitti dai campioni di coppia WWE R-Truth e Kofi Kingston. Nella puntata di Raw dell'11 giugno Ziggler sconfigge The Great Khali, Swagger e Christian in un fatal four way elimination match diventando il nuovo contendente al World Heavyweight Championship. A No Way Out viene sconfitto da Sheamus dopo un match spettacolare non riuscendo a conquistare il titolo.

#### World Heavyweight Champion (2012–2013)

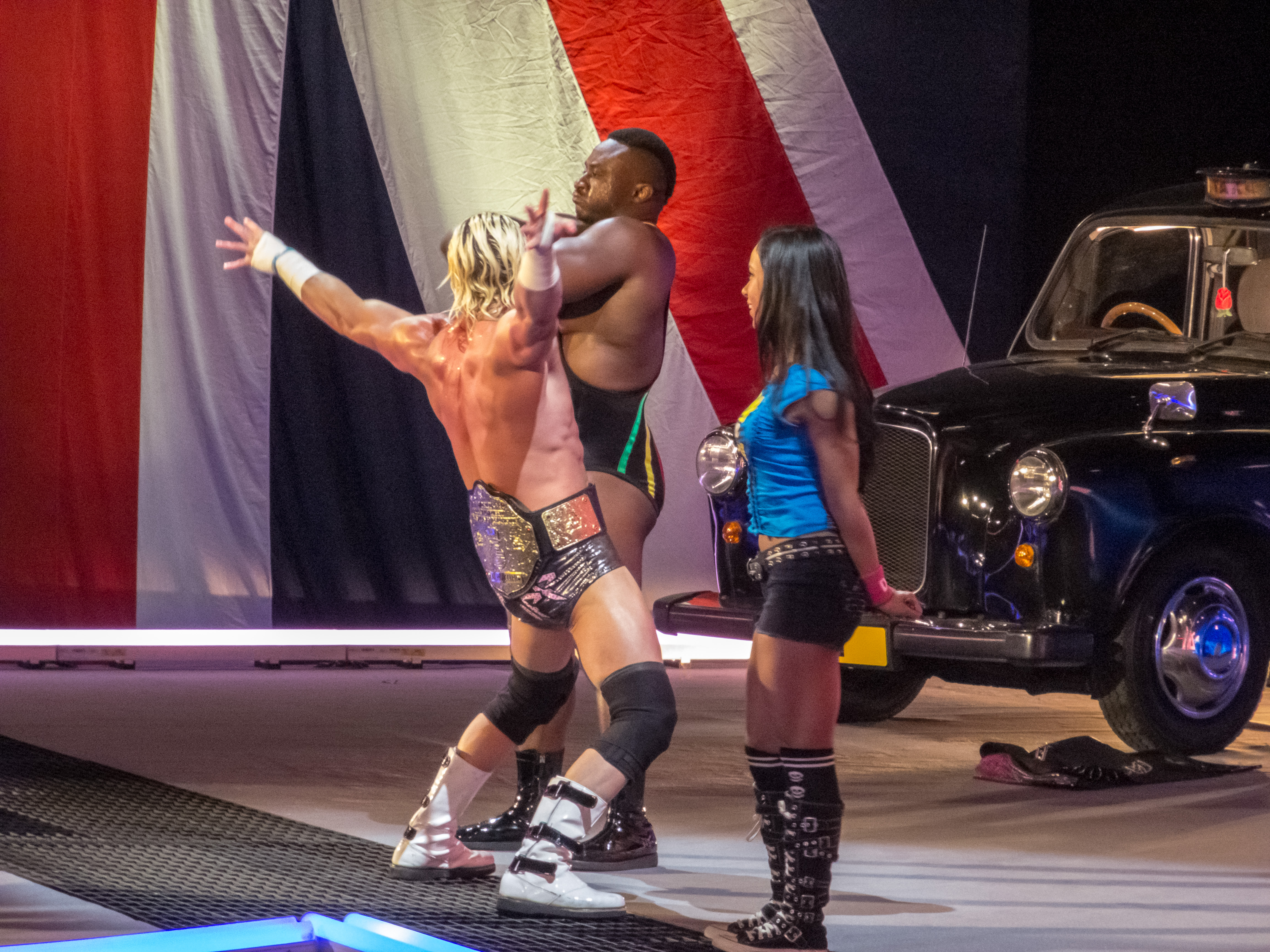
Dolph Ziggler (al centro) con AJ Lee e Big E nel 2013

Nella puntata di Raw del 18 giugno ha un litigio nel backstage con Jack Swagger, interrotto però da Vickie Guerrero che comunica che i due si sfideranno e chi vincerà continuerà ad essere rappresentato da lei. Ziggler riesce a vincere e a rimanere al fianco di Vickie. Ziggler riceve un'altra title shot al World Heavyweight Championship il 29 giugno a SmackDown, venendo sconfitto nuovamente da Sheamus, in un Triple Threat match che ha visto coinvolto anche Alberto Del Rio.
Il 3 luglio a SmackDown sconfigge Alex Riley qualificandosi per il World Heavyweight Championship Money in the Bank ladder match. Nel pay-per-view Money in the Bank vince il Money in the Bank ladder match, guadagnando così una title shot per il World Heavyweight Championship. Prova ad incassare la valigetta la sera stessa ai danni di Sheamus reduce da una vittoria contro Alberto Del Rio il quale, a fine match, attacca l'Irlandese alle spalle con l'aiuto di Ricardo Rodriguez, ma viene distratto dai due messicani e prima che l'arbitro suoni la campana, viene steso da un Brogue Kick di Sheamus. Inizia così una storyline nella quale tenta in varie occasioni di sfruttare la valigetta senza riuscirci, in quanto in un modo o nell'altro finisce sempre messo fuori combattimento da altri wrestler prima che il combattimento da lui indetto abbia inizio. Inizia un feud con Chris Jericho a SummerSlam con la sconfitta dello Show Off. Nella puntata di Raw post-SummerSlam, affronta Chris Jericho e riesce a sconfiggerlo, allontanandolo così dalla WWE. Alle Survivor Series, Ziggler conduce il suo Team, composto da Alberto Del Rio, David Otunga, Damien Sandow e Wade Barrett, alla vittoria contro il Team di Mick Foley, composto da Kofi Kingston, Kane, Daniel Bryan, Randy Orton e The Miz eliminando Orton con un superkick e rimanendo l'ultimo sopravvissuto.
Ziggler inizia una faida con John Cena dopo che Vickie Guerrero accusa Cena e AJ Lee di aver avuto una relazione sentimentale. Al pay-per-view Tables, Ladders and Chairs, mette in palio la sua valigetta del Money in the Bank in un Ladder Match contro John Cena. Nel pay-per-view sconfigge Cena con nel finale Vicky Guerrero ed AJ Lee che si fanno battaglia intervenendo entrambi nell'incontro. Nella puntata di Raw del 17 dicembre interrompe i rapporti lavorativi con Vickie Guerrero.
Il 2013 inizia male per Ziggler che, nonostante l'aiuto di Big E Langston, non riesce a battere John Cena nello Steel Cage match deciso da Vince McMahon durante Raw 20th Anniversary special. Partecipa alla Royal Rumble con il numero 1 e viene eliminato da Sheamus  nel finale dopo oltre 40 minuti di permanenza classificandosi quarto.Ad Elimination Chamber sconfigge Kofi Kingston. A WrestleMania 29 Ziggler e Big E non riescono a conquistare i titoli di coppia contro il Team Hell No.
L'8 aprile a Raw, Ziggler incassa il suo Money in the Bank contract per vincere il World Heavyweight Championship per la seconda volta battendo Delrio dopo un incontro combattuto.Dolph sconfiggerà Chris Jericho 2 volte sia a RAW che SmackDown.Lo show off parteciperà il 19 maggio 2013 in un Triple Threat Ladder match contro Alberto Del Rio e Jack Swagger per difendere il titolo; tuttavia, a causa di un infortunio riscontrato a SmackDown il 10 maggio, il suo match è a rischio. Nella puntata di Raw del 13 maggio viene annunciato che il Triple Threat Ladder match è annullato.
Il 16 giugno a Payback, Ziggler affronta Del Rio nella sua prima difesa titolata del World Heavyweight Championship e durante il match, un doppio turn ha avuto luogo; Dolph ha turnato face rifiutando di fermarsi e continuando a lottare quando Del Rio ha ripetutamente e brutalmente preso di mira la testa di Ziggler, approfittando di una commozione cerebrale di quest'ultimo e vincere il match per terminare il regno di Ziggler a 69 giorni. Nella puntata di Raw del 17 giugno, sebbene non abbia ricevuto il via libera dai medici per tornare a lottare, Dolph ha attaccato furiosamente Del Rio quando questi aveva abbandonato il ring dopo aver perso per count-out nel main event contro CM Punk. Ziggler ha ricevuto il suo rematch per il World Heavyweight Championship il 14 luglio a Money in the Bank, ma è stato sconfitto da Del Rio per squalifica dopo che AJ ha colpito Del Rio in faccia con la Divas Championship belt.

#### Varie faide (2013–2014)

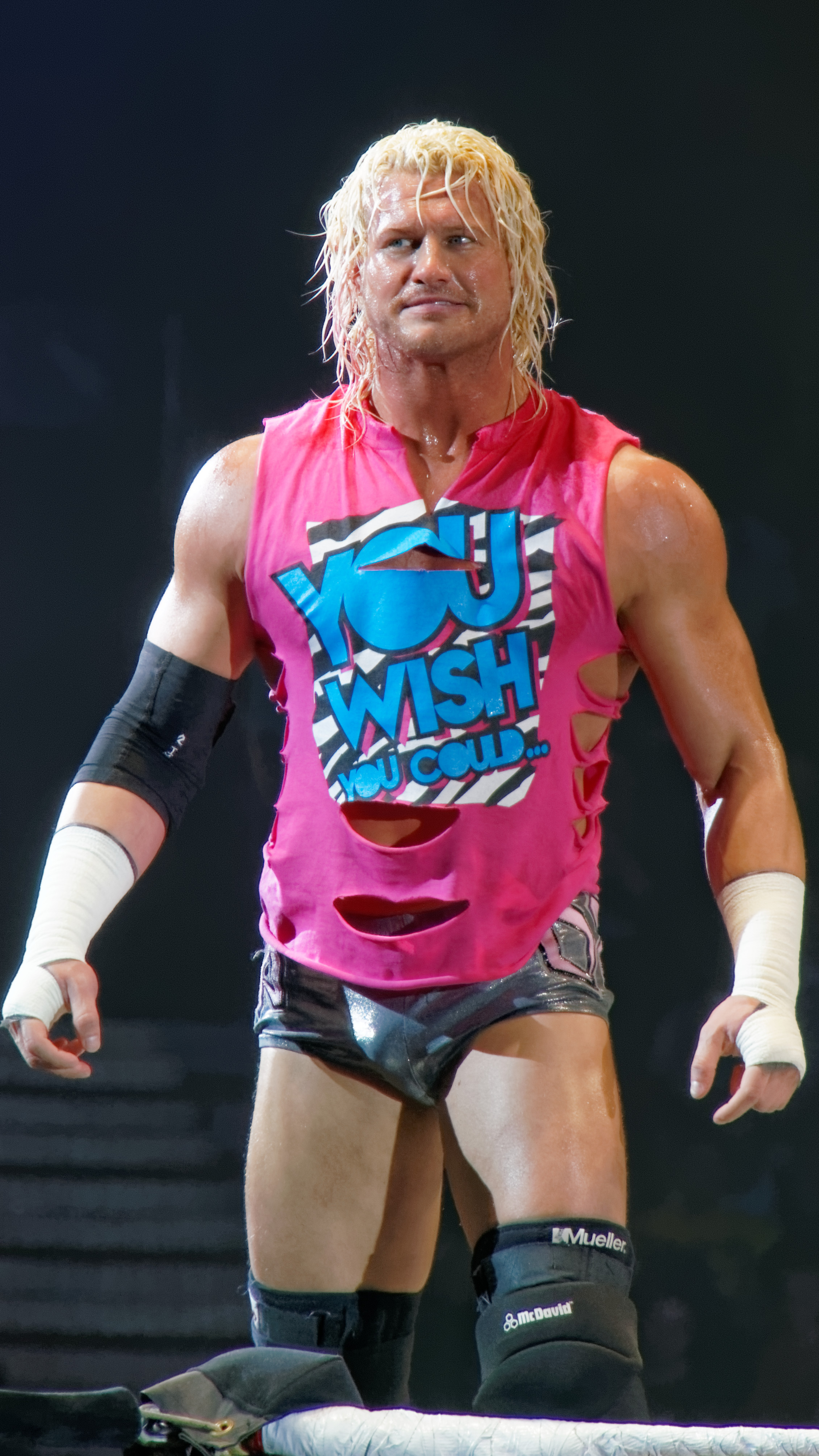
Dolph Ziggler nel 2013

La notte seguente a Raw, Ziggler ha concluso il suo rapporto con AJ a causa delle sue azioni la notte precedente. Ziggler poi ha avuto un rematch non titolato contro Del Rio, ma ha perso dopo essere stato distratto da AJ che ha suonato il campanello del timekeeper. Dopo il match, Ziggler è stato attaccato sia da AJ che da Big E Langston. Nella puntata di Raw del 29 luglio, Ziggler ha sconfitto Langston per squalifica dopo che AJ è intervenuta e ha attaccato Ziggler. In una rivincita nella successiva settimana a Raw, Ziggler è stato sconfitto da Langston in seguito a una distrazione di AJ e Kaitlyn. Il 18 agosto a SummerSlam, Ziggler e Kaitlyn hanno sconfitto Langston ed AJ in un mixed tag team match.
Dopo SummerSlam, Ziggler ha iniziato una faida con lo United States Champion Dean Ambrose, con cui Ziggler ha perso a Night of Champions.
Alla Royal Rumble Ziggler partecipa alla rissa reale entrando con il numero 12, ma viene eliminato da Roman Reigns. A WrestleMania XXX partecipa alla battle royal in memoria di André The Giant, non riuscendo a vincerla. Nella puntata di Raw del 14 aprile, Ziggler prende parte al torneo per determinare il primo sfidante al titolo intercontinentale, ma è sconfitto nei quarti di finale da Bad News Barrett. Nella puntata di Raw del 23 giugno Triple H ha annunciato i partecipanti al Money in the Bank ladder match tra cui Dolph Ziggler, nella stessa serata non riesce a conquistare l'Intercontinental Championship perdendo contro Bad News Barrett. A Money in the Bank non riesce a vincere l'omonimo match, che invece viene vinto da Seth Rollins.
Al pay-per-view Battleground, nella battle royal rimane tra i finalisti, elimina Sheamus vincendo apparentemente la battle royal, per poi essere eliminato da The Miz, che vincerà match e titolo intercontinentale. A SummerSlam, sconfigge The Miz conquistando per la seconda volta la cintura. A Night of Champions perde il titolo contro Mizanin, ma lo riconquista a Raw la sera successiva iniziando il suo terzo regno da campione. A Hell in a Cell sconfigge in 2-out-of-3 falls match Cesaro rimanendo con la cintura alla vita. Nella puntata di Raw del 17 novembre perde l'Intercontinental Championship contro Luke Harper.

#### Faida con l'Authority (2014–2015)
Alle Survivor Series, Ziggler combatte nel Team Cena contro il Team Authority, facendo un'ottima prestazione causando l'eliminazione via count-out di Rusev, schienando i rivali Kane e Luke Harper e infine portando il suo Team alla vittoria con l'ultimo schienamento su Seth Rollins, grazie ad un fondamentale aiuto del debuttante Sting. A TLC, riconquista il titolo intercontinentale sconfiggendo Harper in un ladder match molto combattuto da entrambi dopo un Superkick dalla cima della scala. La sera dopo a Raw difende il titolo contro l'ex campione Luke Harper, battendolo ancora e concludendo la faida.
Nella puntata di Raw del 5 gennaio 2015, come punizione per il suo sostegno al Team Cena, viene licenziato dall'Authority assieme a Ryback e Erick Rowan, dopo aver perso il titolo intercontinentale contro Bad News Barrett. Nella puntata di Raw del 19 gennaio John Cena vince il match contro Seth Rollins, Big Show e Kane e fa riassumere i suoi tre compagni delle Survivor Series. Il 22 gennaio, a SmackDown, Ziggler sconfigge Barrett e si qualifica per il Royal Rumble match. Alla Royal Rumble partecipa al Royal Rumble match entrando con il numero 30, ma viene eliminato da Kane e Big Show. A Fastlane, Ziggler, Erick Rowan e Ryback vengono sconfitti da Seth Rollins, Kane e Big Show. Nella puntata di Raw successiva al pay-per-view, Ziggler sconfigge il campione intercontinentale Bad News Barrett in un match non titolato. Nella puntata di SmackDown del 20 marzo vince il gauntlet match tra i contendenti per il titolo intercontinentale detenuto da Bad News Barrett, sconfiggendo Daniel Bryan. A WrestleMania 31, Ziggler non riesce a vincere il ladder match valido per il titolo Intercontinentale, che viene vinto da Daniel Bryan.
Dopo aver perso un match per l'Intercontinental Championship contro Daniel Bryan nella puntata di Raw successiva a WrestleMania 31, Ziggler è stato attaccato dal rientrante Sheamus. Dopo aver affermato che "l'era degli underdog [come Ziggler] è finita", i due hanno iniziato una faida, con Sheamus che ha sfidato Ziggler a un Kiss Me Arse match a Extreme Rules, che Ziggler ha vinto. Tuttavia, Sheamus si è rifiutato di rispettare la stipulazione e, invece, ha costretto Ziggler a baciargli il sedere. La faida fra i due è continuata nelle puntate successive e a Payback, dove Ziggler è stato sconfitto da Sheamus (durante il match, Ziggler è riuscito a far baciare il suo sedere all'avversario per la mancata stipulazione del PPV precedente).
Nella puntata di Raw del 18 maggio è stato annunciato che Ziggler avrebbe preso parte all'Elimination Chamber match all'omonimo pay-per-view per il vacante Intercontinental Championship, rilasciato da Daniel Bryan la settimana precedente per via di un infortunio; nel corso della serata è stato poi avvicinato da Lana, che si era separata da Rusev, baciando per due volte Ziggler e schiaffeggiando il bulgaro. A Elimination Chamber, Ziggler è stato il penultimo eliminato dopo essere stato schienato da Sheamus.

#### Faida con Rusev (2015–2016)

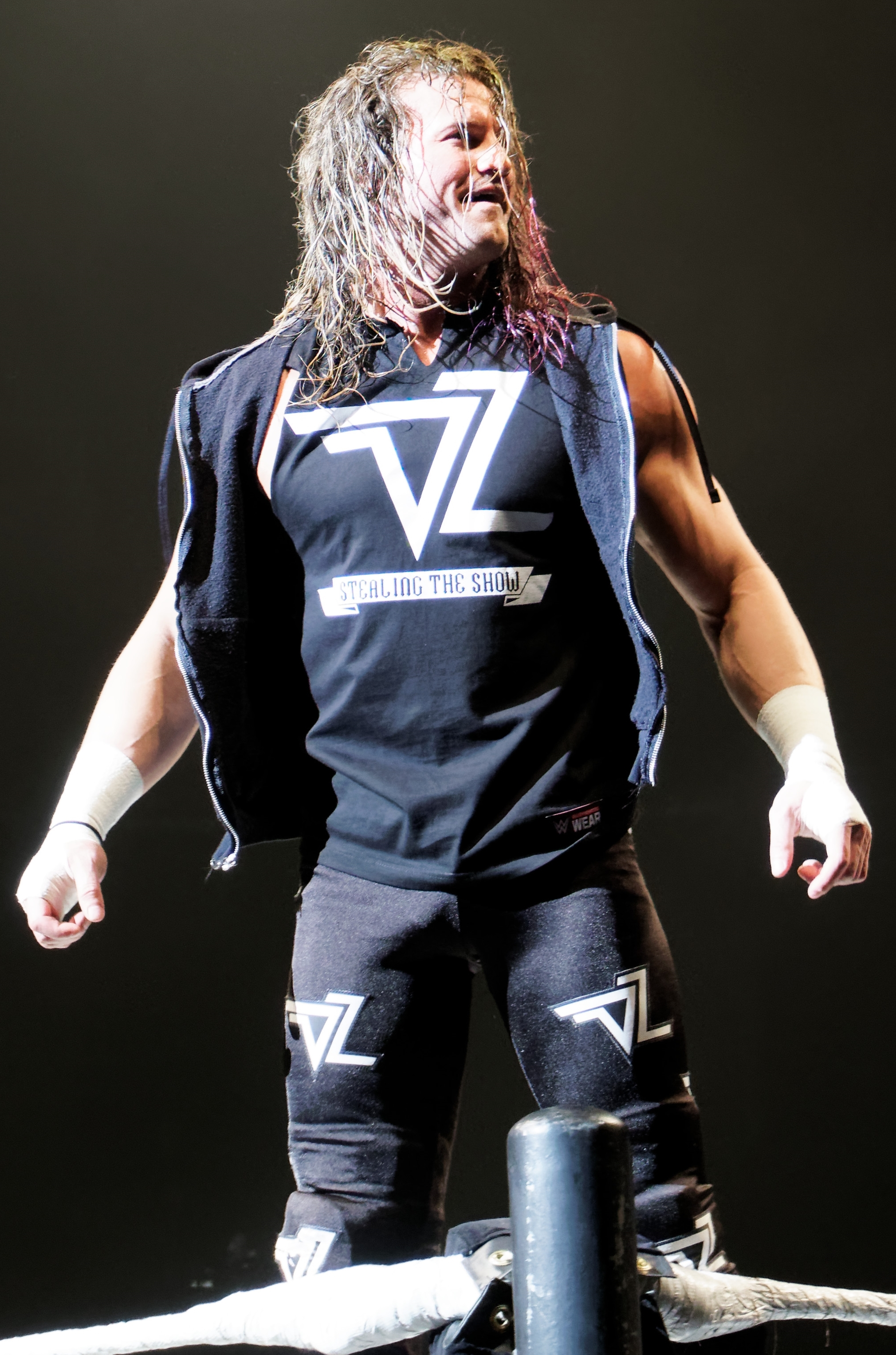
Dolph Ziggler nel 2016

A Money in the Bank ha partecipato al ladder match per la conquista della valigetta ma ha fallito. Il 15 giugno, a Raw perde contro Kevin Owens, a Smackdown sconfigge Bo Dallas, mentre il 22 giugno, a Raw sconfigge Adam Rose. Secondo la storyline, Ziggler è in convalescenza a causa di una lesione alla trachea provocata dalla furia di Rusev, che lo ha attaccato dopo essersi a sorpresa tolto il bendaggio alla caviglia. In realtà, Ziggler sta recitando in 6:42 il nuovo film WWE Studios. Nella puntata di Raw del 17 agosto, Ziggler ha fatto il suo ritorno intervenendo al fianco di Lana durante l'incontro con Rusev e Summer Rae. A SummerSlam, il match tra Ziggler e Rusev è terminato in un doppio count-out, ma a Night of Champions ha sconfitto Rusev a causa di un'interferenza di Summer Rae. A WWE Live from Madison Square Garden, in coppia con Randy Orton ha sconfitto Rusev e Sheamus. Nella puntata di Raw del 12 ottobre, ha risposto alla sfida di John Cena per lo United States Championship, ma è stato sconfitto. Nell'episodio di Smackdown del 22 ottobre, Ziggler inizia una faida con il debuttante Tyler Breeze, dopo che quest'ultimo si era alleato a Summer Rae e lo aveva attaccato. A Hell in a Cell, Ziggler, Cesaro e Neville hanno sconfitto Rusev, Sheamus e King Barrett nel Kick-off. Nella puntata di Raw successiva al pay-per-view, ha preso parte ad un Fatal 4-Way match per determinare il contendente numero uno al WWE World Heavyweight Championship detenuto da Seth Rollins, vinto da Roman Reigns.
Nella puntata di SmackDown del 22 ottobre, Ziggler ha iniziato una faida con il debuttante Tyler Breeze, che si era alleato con Summer Rae per poi attaccare Ziggler. Ziggler ha poi partecipato a un torneo per il vacante WWE World Heavyweight Championship, sconfiggendo The Miz al primo turno prima di essere eliminato da Dean Ambrose. Ziggler e Breeze hanno continuato la loro faida, che è terminata in un match tra i due alle Survivor Series, in cui Ziggler ha perso.
Alla Royal Rumble Ziggler ha preso parte al Royal Rumble match come il ventottesimo partecipante, ma è stato eliminato dal vincitore Triple H. La notte seguente a Raw Ziggler ha affrontato Kevin Owens perdendo nell'occasione, ma lo ha sconfitto nelle due settimane seguenti a Raw. Nella puntata di Raw del 15 febbraio Ziggler è stato incluso in un Fatal 5-Way match per l'Intercontinental Championship, dove Kevin Owens ha conquistato il titolo dopo aver schienato Tyler Breeze. A Fastlane Ziggler ha affrontato Owens in un match per l'Intercontinental Championship, ma è stato sconfitto.

A WrestleMania 32 del 3 aprile Ziggler non riesce a vincere il Ladder match per l'Intercontinental Championship (che includeva anche Sin Cara, The Miz, Stardust, Sami Zayn e il campione Kevin Owens), che va invece a Zack Ryder. Il 1º maggio a Payback Ziggler ha sconfitto Baron Corbin, con cui aveva iniziato una faida a Raw, ma il loro primo match era terminato in doppio count-out. Il 22 maggio a Extreme Rules Ziggler è stato sconfitto da Corbin in un No Disqualification match. Nella puntata di Raw del 23 maggio è stato sconfitto da Dean Ambrose, il quale si è qualificato per il Money In the Bank Ladder match dell'omonimo pay-per-view. Il 19 giugno a Money in the Bank Ziggler è stato nuovamente sconfitto da Corbin. Nella puntata di Raw dell'11 luglio Ziggler ha partecipato ad una Battle Royal per determinare il contendente n°1 all'Intercontinental Championship, detenuto da The Miz, ma è stato eliminato da Baron Corbin.
Con la Draft Lottery avvenuta nella puntata di SmackDown del 19 luglio, Ziggler è stato trasferito nel roster di SmackDown. Nella puntata di SmackDown del 26 luglio Ziggler ha vinto un Six-Pack Challenge match contro Apollo Crews, AJ Styles, Baron Corbin, Bray Wyatt e John Cena, diventando di conseguenza il contendente n°1 al WWE World Championship di Dean Ambrose. Nella puntata di SmackDown del 2 agosto Ziggler ha difeso con successo la sua title shot al WWE World Championship contro Bray Wyatt. Il 21 agosto a SummerSlam Ziggler è stato sconfitto da Dean Ambrose, fallendo così l'assalto al WWE World Championship. Nella puntata di SmackDown del 23 agosto Ziggler è stato sconfitto da AJ Styles, il quale è diventato il contendente n°1 al WWE World Championship al posto suo.

#### Faida con The Miz (2016–2017)
L'11 settembre 2016, a Backlash, Dolph Ziggler ha affrontato The Miz per l'Intercontinental Championship ma è stato sconfitto. Nella puntata di SmackDown del 20 settembre Ziggler ha affrontato nuovamente The Miz per l'Intercontinental Championship ma, a seguito dell'ennesima scorrettezza di Miz, Ziggler è stato sconfitto. Il 9 ottobre a No Mercy Ziggler ha sconfitto The Miz in un Title vs. Career match (in cui se avesse perso sarebbe stato costretto a ritirarsi), nonostante l'interferenza di Kenny e Mikey della Spirit Squad (suoi ex-compagni), vincendo l'Intercontinental Championship per la quinta volta. Dopo essersi liberato della Spirit Squad (alleatasi con The Miz), nella puntata di SmackDown del 1º novembre Ziggler ha lanciato una Open challenge per l'Intercontinental Championship: alla sfida si è presentato Curt Hawkins, il quale però è stato sconfitto da Ziggler in pochi istanti, mantenendo dunque il titolo. Tuttavia Ziggler ha perso il titolo contro l'ex-campione The Miz nella puntata SmackDown 900 Live del 15 novembre a causa dell'ennesima scorrettezza di Maryse, concludendo dunque il suo regno dopo 37 giorni. Nella puntata di SmackDown del 29 novembre Ziggler e Kalisto hanno sconfitto The Miz e Baron Corbin per squalifica a causa di una sediata di quest'ultimo su Kalisto mentre stava schienando The Miz dopo la Salida del Sol. Il 4 dicembre a TLC: Tables, Ladders & Chairs Ziggler ha affrontato The Miz in un Ladder match per l'Intercontinental Championship ma è stato sconfitto.
Nella puntata di SmackDown del 13 dicembre Ziggler ha vinto un Fatal 4-Way Elimination match per determinare il contendente n°1 al WWE Championship di AJ Styles che comprendeva anche Dean Ambrose, The Miz e Luke Harper. Nella puntata di SmackDown del 20 dicembre Ziggler ha affrontato Baron Corbin per difendere la sua title shot al WWE Championship ma il match è terminato in un doppio count-out; questo ha fatto sì che il general manager Daniel Bryan annunciasse un Triple Threat match tra Ziggler, Corbin e AJ Styles per il WWE Championship per la puntata successiva. Nella puntata di SmackDown del 27 dicembre Ziggler non è riuscito a conquistare il WWE Championship in un Triple Threat match contro Baron Corbin e AJ Styles poiché quest'ultimo si è aggiudicato la contesa, mantenendo il titolo.
Nella puntata di SmackDown del 3 gennaio 2017 Ziggler è stato sconfitto da Baron Corbin; nel post match Ziggler ha colpito Kalisto, che era giunto in suo soccorso, con un Superkick; in seguito Dolph ha attaccato Apollo Crews nel backstage, che aveva preso le difese di Kalisto, dando inizio a un possibile turn heel. Nella puntata di SmackDown del 10 gennaio, infatti, Ziggler ha confermato il suo turn heel affrontando proprio Kalisto ma è stato sconfitto grazie ad un roll-up dell'atleta mascherato; nel post match lo "Showoff" ha attaccato prima Kalisto e poi Apollo Crews (giunto in suo soccorso) con una sedia. Nella puntata di SmackDown del 24 gennaio Ziggler ha sconfitto Kalisto. Il 29 gennaio Ziggler ha partecipato al Royal Rumble match dell'omonimo pay-per-view entrando col numero 24 ma è stato eliminato da Brock Lesnar dopo quattro minuti e ventuno secondi di permanenza. Nella puntata di SmackDown del 31 gennaio Ziggler ha sconfitto Kalisto per la seconda volta. Nella puntata di SmackDown del 7 febbraio Ziggler è stato sconfitto in pochi secondi da Apollo Crews e, nel post match, ha attaccato sia Crews che il sopraggiunto Kalisto. Il 12 febbraio, ad Elimination Chamber, Ziggler è stato sconfitto da Apollo Crews e Kalisto in un 2-on-1 Handicap match. Nella puntata di SmackDown del 21 febbraio Ziggler ha partecipato ad una 10-Man Battle Royal per decretare lo sfidante di Bray Wyatt a WrestleMania 33 per il WWE Championship ma è stato eliminato da Apollo Crews. Nella puntata di SmackDown del 28 febbraio Ziggler ha sconfitto Apollo Crews in un Chairs match. Nella puntata di SmackDown del 14 marzo Ziggler è stato sconfitto da Mojo Rawley per count-out. Nella puntata di SmackDown del 28 marzo Ziggler, i Breezango (Tyler Breeze e Fandango) e gli Usos (Jimmy Uso e Jey Uso) sono stati sconfitti da Mojo Rawley, Heath Slater, Rhyno e gli American Alpha (Chad Gable e Jason Jordan). Il 2 aprile, nel Kick-off di WrestleMania 33, Ziggler ha partecipato all'annuale André the Giant Memorial Battle Royal ma è stato eliminato da Mojo Rawley.  Nella puntata di SmackDown del 4 aprile, è stato sconfitto in un dark match dal debuttante Shinsuke Nakamura. La settimana successiva ha un confronto verbale proprio col giapponese. Nella puntata di SmackDown del 18 aprile Ziggler ha preso parte ad un Six-Pack Challenge match che includeva anche Erick Rowan, Jinder Mahal, Mojo Rawley, Luke Harper e Sami Zayn per determinare il contendente n°1 al WWE Championship di Randy Orton ma il match è stato vinto da Mahal. Nella puntata di SmackDown del 2 maggio Ziggler ha sconfitto Sin Cara, nella puntata successiva di Smackdown ha sconfitto AJ Styles, venendo sconfitto però la settimana dopo.

#### Opportunità titolate e alleanza con Drew McIntyre (2017–2019)

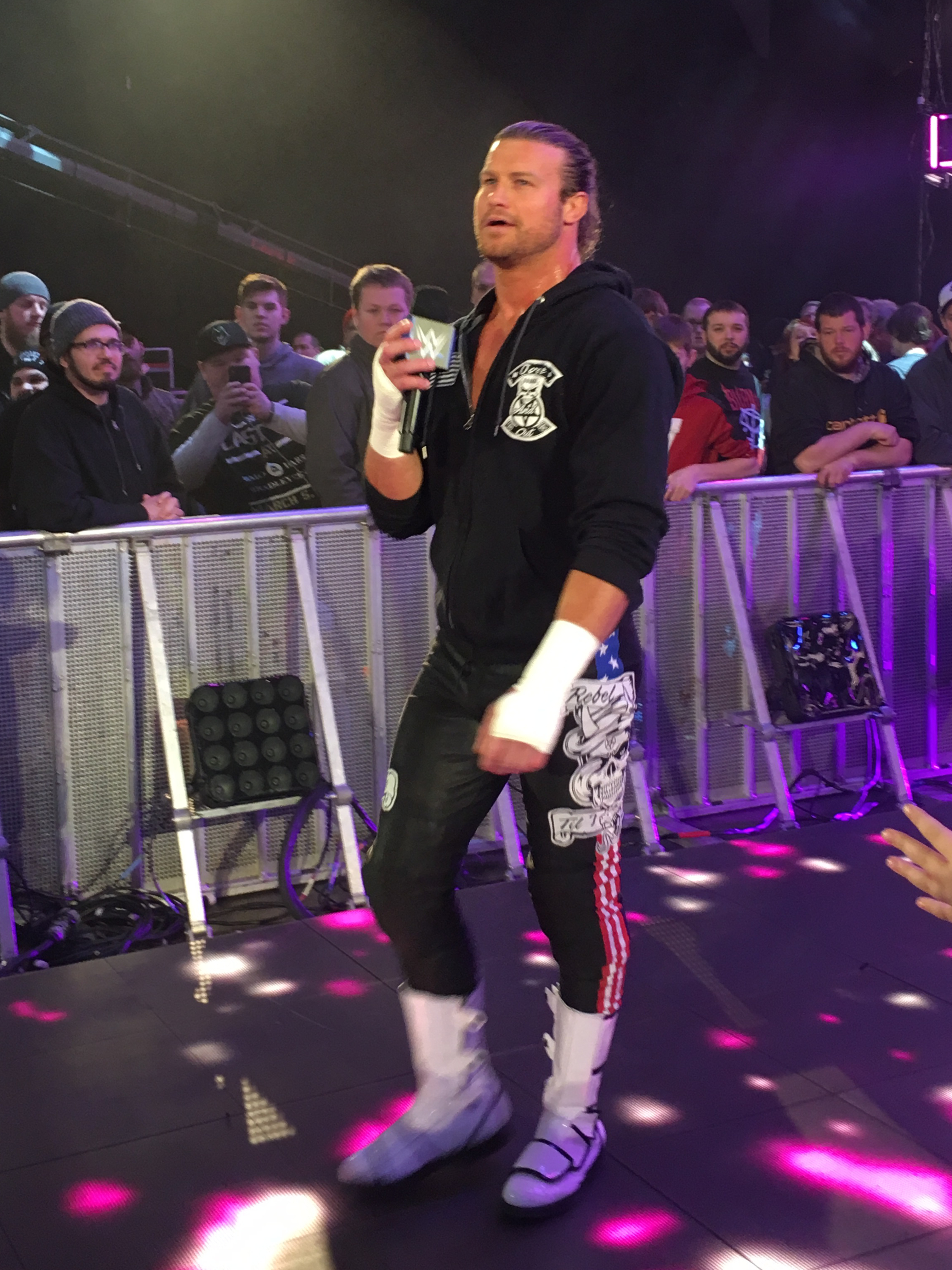
Dolph Ziggler nel 2018

Dopo aver attaccato verbalmente Shinsuke Nakamura nelle successive puntate di SmackDown, il 21 maggio, a Backlash, Ziggler venne sconfitto dallo stesso Nakamura. Il 18 giugno, a Money in the Bank, Ziggler partecipò all'omonimo Ladder match assieme a AJ Styles, Baron Corbin, Kevin Owens, Sami Zayn e Shinsuke Nakamura ma il match venne vinto da Corbin. Nella puntata di SmackDown del 4 luglio Ziggler partecipò all'Indipendence Day Battle Royal per determinare il contendente n°1 allo United States Championship di Kevin Owens ma venne eliminato da Luke Harper. Successivamente, Ziggler apparve nelle varie puntate di SmackDown criticando e prendendo in giro le entrate di wrestler famosi come Triple H, Shawn Michaels e John Cena, fino a quando non venne sfidato da Bobby Roode per Hell in a Cell. L'8 ottobre, a Hell in a Cell, Ziggler veneb sconfitto da Roode ma, nel post match, colpì il rivale con la Zig Zag. Nella puntata di SmackDown del 31 ottobre Ziggler venne sconfitto nuovamente da Roode in un 2-out-of-3 Falls match per 2-1, fallendo così nel tentativo di conquistare un posto nel Team SmackDown per Survivor Series. Il 17 dicembre, a Clash of Champions, Ziggler conquistò lo United States Championship per la seconda volta in carriera vincendo un Triple Threat match che includeva anche il campione Baron Corbin e Bobby Roode. Tuttavia la sera dopo, a SmackDown, accusò i fan di non aver mai creduto in lui e lasciò la cintura sul ring abbandonando l'arena. La settimana successiva il General Manager Daniel Bryan dichiarò il titolo vacante per via dell'irreperibilità di Ziggler. Il 28 gennaio, alla Royal Rumble, Ziggler fece il suo ritorno nel match omonimo entrando con il numero 30 ma venne eliminato da Finn Bálor. Nella puntata di SmackDown del 13 febbraio Ziggler avrebbe dovuto affrontare Baron Corbin in un incontro in cui il vincitore si sarebbe aggiunto al match per il WWE Championship a Fastlane (insieme al campione AJ Styles, Kevin Owens e Sami Zayn), ma i due vennero attaccati alle spalle da Owens e Zayn; quella stessa sera, per decisione di Shane McMahon, Ziggler effettuò un turn face affrontando e sconfiggendo Zayn, guadagnando l'accesso al Fatal 5-Way match per il WWE Championship a Fastlane. L'11 marzo, a Fastlane, Ziggler partecipò ad una Six-pack Challenge per il WWE Championship che comprendeva anche il campione AJ Styles, Baron Corbin, John Cena, Kevin Owens e Sami Zayn ma il match venne vinto da Styles. L'8 aprile, nel Kick-off di WrestleMania 34, Ziggler partecipò all'annuale André the Giant Memorial Battle Royal ma venne eliminato da Kane. Con lo Shake-Up del 16 aprile 2018 Ziggler passò al roster di Raw; quella stessa sera lui e Drew McIntyre, suo nuovo alleato, attaccarono il Titus Worldwide (Apollo Crews e Titus O'Neil). Il 27 aprile, alla Greatest Royal Rumble, Ziggler partecipò al Royal Rumble match a 50 uomini entrando con il numero 2 ma venne eliminato da Kurt Angle. Nella puntata di Raw del 4 giugno Ziggler e McIntyre parteciparono ad una Tag Team Battle Royal per determinare i contendenti n°1 al Raw Tag Team Championship ma vennero eliminati per primi dai Breezango (Fandango e Tyler Breeze). Nella puntata di Raw del 18 giugno Ziggler rispose alla open challenge di Seth Rollins per l'Intercontinental Championship, sconfiggendolo e conquistando il titolo per la sesta volta in carriera. Il 15 luglio, a Extreme Rules, mantenne la cintura intercontinentale in un 30-minute Iron Man match contro Rollins per 5-4. Il 19 agosto, a SummerSlam, Ziggler perse la cintura contro Rollins a causa dell'aiuto del rientrante Dean Ambrose. Nella puntata di Raw del 3 settembre Ziggler e McIntyre sconfissero il B-Team (Bo Dallas e Curtis Axel), conquistando così il Raw Tag Team Championship per la prima volta. Nella puntata di Raw del 10 settembre Ziggler e McIntyre difesero i titoli nella rivincita contro il B-Team. Il 16 settembre, a Hell In a Cell, Ziggler e McIntyre difesero i titoli contro Ambrose e Rollins. Nella puntata di Raw del 17 settembre Ziggler affrontò Rollins per l'Intercontinental Championship ma venne sconfitto. Nella puntata di Raw del 24 settembre Ziggler e McIntyre difesero le cinture di coppia contro i Revival (Dash Wilder e Scott Dawson). Il 6 ottobre, a Super Show-Down, Ziggler, McIntyre e Braun Strowman vennero sconfitti dallo Shield (Dean Ambrose, Roman Reigns e Seth Rollins). Nella puntata di Raw del 15 ottobre Ziggler sconfisse Dean Ambrose qualificandosi per il torneo della WWE World Cup a Crown Jewel. Nella puntata di Raw del 22 ottobre Ziggler e McIntyre persero i titoli contro Ambrose e Rollins dopo 49 giorni di regno. Il 2 novembre, a Crown Jewel, Ziggler sconfisse Kurt Angle nei quarti di finale Seth Rollins in semifinale ma perse poi la finale della WWE World Cup contro Shane McMahon (il quale sostituì The Miz). Dopo aver effettuato un turn face, Ziggler si ribellò a McIntyre, ma dalla faida che ne scaturì ne uscì sconfitto. Ziggler tornò il 27 gennaio durante il Royal Rumble match dell'omonimo pay-per-view entrando col numero 28 e venendo eliminato da Braun Strowman.

#### Alleanza con Robert Roode (2019–2022)
Ziggler tornò nella puntata di SmackDown del 21 maggio 2019, attaccando brutalmente il WWE Champion Kofi Kingston ed effettuando un turn-heel; quella stessa sera sfidò Kingston ad un match titolato per Super ShowDown. Il 7 giugno, durante tale evento, Ziggler affrontò Kingston per il WWE Championship ma venne sconfitto grazie ad una scorrettezza di Xavier Woods. Il 23 giugno, a Stomping Grounds, Ziggler affrontò nuovamente Kingston per il WWE Championship, questa volta in uno Steel Cage match, ma venne sconfitto dopo che Kingston uscì dalla gabbia. Il 14 luglio, a Extreme Rules, Ziggler venne sconfitto da Kevin Owens in neanche venti secondi. L'11 agosto, a SummerSlam, Ziggler venne sconfitto in appena due minuti da Goldberg. Nella puntata di Raw del 26 agosto Ziggler iniziò a fare coppia con Robert Roode e i due hanno vinsero un Tag Team Turmoil match eliminando per ultimi gli Heavy Machinery, diventando i contendenti n°1 al Raw Tag Team Championship. Il 15 settembre, a Clash of Champions, Ziggler e Roode sconfissero Braun Strowman e Seth Rollins conquistando il Raw Tag Team Championship per la prima volta (con questa vittoria Ziggler passò al roster di Raw). Nella puntata di Raw del 30 settembre Ziggler e Roode difesero con successo i titoli contro gli Heavy Machinery. Nella puntata di Raw del 14 ottobre Ziggler e Roode persero i titoli contro i Viking Raiders dopo 29 giorni di regno; nella stessa puntata, Ziggler e Roode passarono al roster di SmackDown per effetto del Draft. Il 24 novembre, nel Kick-off di Survivor Series, Ziggler e Roode vinsero una 10-man Battle Royal eliminando per ultimi gli Street Profits. A partire dalla fine di dicembre del 2019 e nei mesi seguenti, Ziggler si inserì nella storyline romantica tra Otis e Mandy Rose, la quale era sembrata essere interessata a lui; nella puntata di SmackDown del 14 febbraio i due avrebbero dovuto cenare insieme, in occasione di San Valentino, ma ciò non avvenne dato che Ziggler prese il suo posto cenando con la ragazza. Il 26 gennaio, alla Royal Rumble, Ziggler partecipò al match omonimo entrando col numero 19 ma venne eliminato da Roman Reigns. Il 27 febbraio, a Super ShowDown, Ziggler venne sconfitto da Mansoor. L'8 marzo, ad Elimination Chamber, Ziggler e Roode parteciparono all'omonimo incontro per lo SmackDown Tag Team Championship, detenuto da John Morrison e The Miz, che comprendeva anche gli Heavy Machinery, i Lucha House Party, il New Day (Big E e Kofi Kingston) e gli Usos ma il match venne vinto dai campioni. Il 5 aprile, nella seconda serata di WrestleMania 36, Ziggler venne sconfitto da Otis causa low blow da parte di Mandy Rose. Nella puntata di SmackDown del 1º maggio Ziggler venne sconfitto da Otis per la seconda volta, fallendo nel qualificarsi per il Money in the Bank Ladder match. Nella puntata di SmackDown del 29 maggio Ziggler partecipò ad una 10-man Battle Royal per ottenere il posto vacante nelle semifinali del torneo per il vacante Intercontinental Championship ma venne eliminato da King Corbin. Il 19 giugno venne annunciato che Ziggler era passato al roster di Raw. Il 19 luglio, a The Horror Show at Extreme Rules, Ziggler affrontò Drew McIntyre in un Extreme Rules match (con le regole valevoli solo per Ziggler) per il WWE Championship ma venne sconfitto. Il 12 ottobre, per effetto del Draft, Ziggler passò al roster di SmackDown; quella stessa sera, lui e Roode affrontarono Kofi Kingston e Xavier Woods del New Day per il Raw Tag Team Championship ma vennero sconfitti. Nella puntata di SmackDown del 16 ottobre Ziggler e Roode affrontarono gli Street Profits per lo SmackDown Tag Team Championship ma vennero sconfitti per squalifica. Nella puntata di SmackDown del 30 ottobre Ziggler venne sconfitto da Kevin Owens, fallendo nel tentativo di inserirsi nel Team SmackDown per Survivor Series. Il 22 novembre, nel Kick-off di Survivor Series, Ziggler partecipò ad una Battle Royal tra Raw e SmackDown ma venne eliminato da Dominik Mysterio. Nella puntata di SmackDown del 18 dicembre Ziggler e Roode affrontarono per la seconda volta gli Street Profits per lo SmackDown Tag Team Championship ma sono stati sconfitti. Nella puntata di SmackDown dell'8 gennaio 2021 Ziggler e Roode riuscirono poi a trionfare sugli Street Profits conquistando così lo SmackDown Tag Team Championship per la prima volta. Il 31 gennaio, alla Royal Rumble, Ziggler partecipò all'omonimo incontro entrando col numero 6 ma venne eliminato da Kane. Nella puntata di SmackDown del 12 febbraio Ziggler e Roode vennero sconfitti da Cesaro e Daniel Bryan in un match non titolato, fallendo nell'opportunità di qualificarsi per l'Elimination Chamber match. Nella puntata di SmackDown del 9 aprile Ziggler e Roode difesero con successo i titoli in un Fatal 4-Way Tag Team match valevole per lo SmackDown Tag Team Championship contro Chad Gable e Otis, Dominik Mysterio e Rey Mysterio e gli Street Profits. Il 16 maggio, a WrestleMania Backlash, Ziggler e Roode persero i titoli contro Dominik e Rey Mysterio dopo 128 giorni di regno. Il 5 ottobre, per effetto del Draft, Ziggler e Roode passarono al roster di Raw. Nella puntata di Raw del 25 ottobre Ziggler e Roode vinsero un Triple Threat Tag Team match contro Chad Gable e Otis e gli Street Profits conquistando un'opportunità titolata immediata per il Raw Tag Team Championship, ma quella stessa sera persero il match titolato contro i campioni, gli RK-Bro. Il 21 novembre, a Survivor Series, Ziggler prese parte ad una Battle Royal dedicata a The Rock ma venne eliminato. Il 29 novembre, a Raw, Ziggler e Roode affrontarono nuovamente gli RK-Bro per il Raw Tag Team Championship ma vennero sconfitti. Nella puntata di Raw del 28 dicembre Ziggler affrontò Damian Priest per lo United States Championship ma vinse solo per squalifica, e senza dunque il cambio di cintura. La settimana dopo Ziggler perse contro Priest, che mantenne il titolo degli Stati Uniti, in un incontro in cui il campione poteva perdere il titolo anche per squalifica o count-out. Il 29 gennaio, alla Royal Rumble, Ziggler partecipò al match omonimo entrando col numero 16 ma venne eliminato da Bad Bunny e Rey Mysterio. Dopo un po' di tempo, Ziggler iniziò ad apparire ad NXT confrontandosi sia con l'NXT Champion Bron Breakker che con Tommaso Ciampa, e nella puntata del 22 febbraio Ziggler riuscì a trionfare su Ciampa grazie all'aiuto di Robert Roode (travestito da cameraman). Nella puntata speciale NXT Roadblock dell'8 marzo Ziggler trionfò su Breakker e Ciampa in un Triple Threat match conquistando l'NXT Championship per la prima volta. Nella puntata di NXT 2.0 del 15 marzo mantenne la cintura contro LA Knight. Nella puntata di SmackDown del 1º aprile prese parte all'annuale André the Giant Memorial Battle Royal ma venne eliminato da Madcap Moss. Il 2 aprile, a NXT Stand & Deliver, mantenne il titolo di NXT contro Bron Breakker. Nella puntata di Raw del 4 aprile, la sera dopo WrestleMania 38, perse il titolo contro Breakker nella rivincita di due giorni prima dopo 27 giorni di regno.

#### Ritorno alla competizione singola (2022–2023)
Nella puntata di Raw dell'11 luglio (dopo essersi separato indirettamente da Robert Roode) intervenne a favore di Bobby Lashley e Riddle contro Seth Rollins e Theory e colpendo quest'ultimo con un Superkick ad incontro terminato, segnando il suo turn face dopo cinque anni. Dopo settimane in cui interruppe sempre i match di Theory, il 15 agosto, a Raw, venne sconfitto da quest'ultimo chiudendo la faida. Il 16 gennaio, a Raw, prese parte ad un Six-way Elimination match che comprendeva anche Baron Corbin, Bobby Lashley, Finn Bálor, The Miz e Seth Rollins per determinare gli sfidanti allo United States Championship di Austin Theory ma venne eliminato da Rollins. Nella puntata di SmackDown del 31 marzo partecipò all'annuale André the Giant Memorial Battle Royal ma venne eliminato da Bobby Lashley.
Il 1º maggio, per effetto del Draft, divenne un free-agent. Nella puntata di Raw del 15 maggio partecipò ad una battle royal per determinare il nuovo sfidante di Gunther per l'Intercontinental Championship ma venne eliminato da Von Wagner dopo essere stato attaccato da JD McDonagh (che era stato eliminato dallo stesso Ziggler).
Il 21 settembre venne licenziato dalla WWE, insieme a molti altri colleghi, dopo quasi 20 anni di permanenza.

### World Wrestling Council (2023–presente)
Il 10 dicembre 2023 venne annunciato il debutto di Nemeth nel World Wrestling Council il 20 gennaio 2024 contro Ray González.

### New Japan Pro-Wrestling (2024–presente)
Debuttò nella New Japan Pro-Wrestling a Wrestle Kingdom 18 il 4 gennaio 2024 apparendo a bordo ring assieme a suo fratello Ryan. Dopo che David Finlay vinse l'IWGP Global Heavyweight Championship, Nemeth confrontò Finlay e tra i due ne scaturì una lotta. Il 9 gennaio venne annunciato il debutto di Nemeth contro Finlay per l'IWGP Global Heavyweight Championship a The New Beginning in Sapporo il 23 febbraio 2024.

### Total Nonstop Action Wrestling (2024–presente)
Il 13 gennaio 2024 fece il suo debutto nella Total Nonstop Action Wrestling durante l'evento Hard to Kill attaccando Moose a seguito del suo incontro contro il campione mondiale Alex Shelley.
A Slammiversary, Nemeth vinse un six-way match per vincere il TNA World Championship.
A Genesis, Nemeth ha perso il suo TNA World Championship contro Joe Hendry, terminando il suo regno a 183 giorni. Il 14 marzo 2025, a Sacrifice, Nic attaccò Matt Hardy insieme a suo fratello Ryan, diventando heel. I fratelli Nemeth avrebbero poi vinto i titoli contro gli Hardy un mese dopo a Rebellion .

## Vita privata
Nicholas Nemeth ha due fratelli: Ryan, che combatte nella All Elite Wrestling, e Donald, che è stato arrestato nel 2017 con l'accusa di omicidio e condannato a quindici anni di reclusione.
Ha avuto relazioni con l'attrice Amy Schumer e con le wrestler Nikki Bella e Dana Brooke.

## Personaggio
Nel corso dell'anno 2008 fu lanciato per la prima volta con la sua nuova gimmick, quella di Dolph Ziggler: un giovane in rampa di lancio con una sicurezza nelle proprie capacità abbastanza solida. Man mano che passava il tempo, questo comportamento nel personaggio del biondo si faceva sempre più evidente. La sua caratteristica principale era quella di presentarsi a chiunque incrociasse la sua strada con la classica frase: Hi, I'm Dolph Ziggler.
Tra il 2009 e il 2010, invece, Dolph ha avuto un'ulteriore evoluzione del suo personaggio, assumendo la gimmick della Perfezione e proclamandosi Perfection One. Tale modifica nei suoi atteggiamenti l'ha portato a vari accostamenti da parte dei fan con Curt Hennig, meglio noto come Mr. Perfect. Ziggler ha però più volte specificato che apprezza questo paragone, ma non ha per nulla plagiato la leggenda del business e ha un'identità propria e ben definita. In questo periodo è stato affiancato da Vickie Guerrero, la quale fa le sue veci in qualità di manager e assistente, una scelta probabilmente dovuta al modo di esprimersi del ragazzo durante i promo, per migliorare la sua figura a livello di intrattenimento.
Tra il 2011 e il 2012 c'è stata poi una vera e propria rivoluzione sul suo personaggio, abbandonando così definitivamente la gimmick della Perfezione e lasciando spazio a quella dello Show Off: un ragazzo determinato e sicuro di sé che vuole emergere, ma che soprattutto vuole rubare lo show ogni singola notte con le sue sublimi prestazioni e con tutto ciò che egli fa. Questo personaggio si basa soprattutto sulla volontà di sopraffare le vecchie generazioni in favore delle nuove ed essere un promotore delle stelle nascenti, proprio come egli stesso è. Questo personaggio a volte rabbioso fa del suo rancore la propria forza portante, che lo porta spesso a reazioni spropositate, ma che al contempo lo sprona totalmente agli occhi del pubblico; ciò l'ha quindi, inoltre, portato a migliorare le sue capacità di entertainer, venendo spesso elogiato nel backstage e anche dal mondo dei social network, in cui i fan, così come tutti coloro che compongono l'ambiente del wrestling, lo riconoscono come un vero e proprio talento e una stella nascente.

### Mosse finali

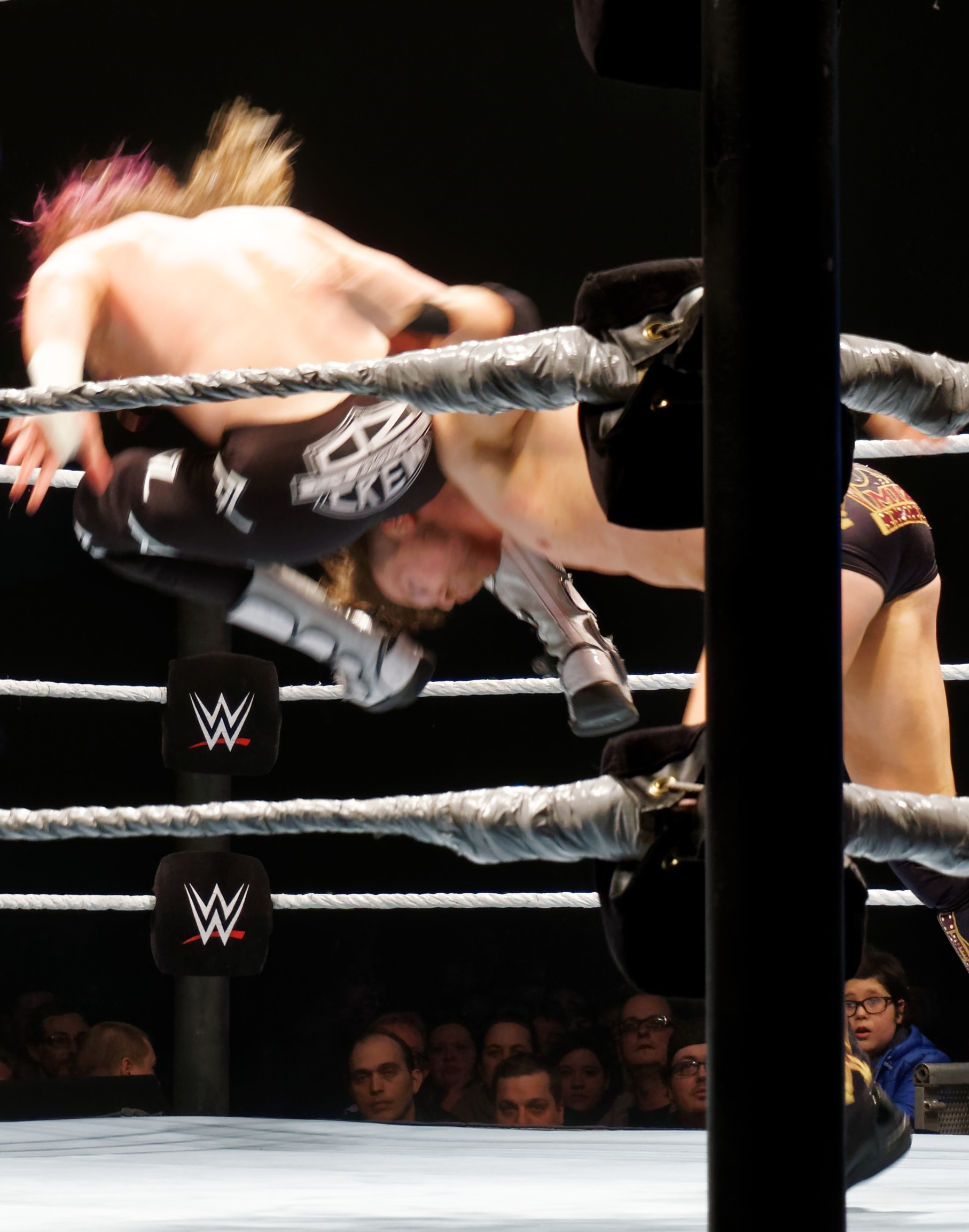
Dolph Ziggler mentre esegue la Famouser su The Miz

- Blonde Ambition (Jumping reverse STO) – 2007–2008
- Superkick – 2015–presente
- Zig Zag (Jumping reverse neckbreaker)

### Soprannomi
- "The Best in The World"
- "The Greatest in-Ring Performer in WWE History"
- "The #Heel"
- "Mr. Money in the Bank"
- "The Natural"
- "Perfection"
- "The Show Off"

## Titoli e riconoscimenti
- Florida Championship Wrestling

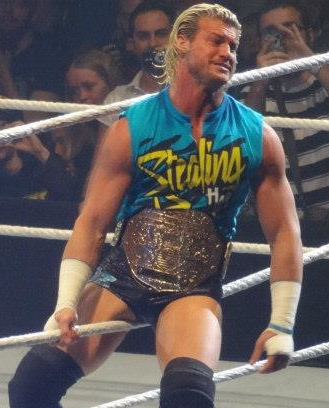
Dolph Ziggler con il World Heavyweight Championship, titolo che ha detenuto due volte

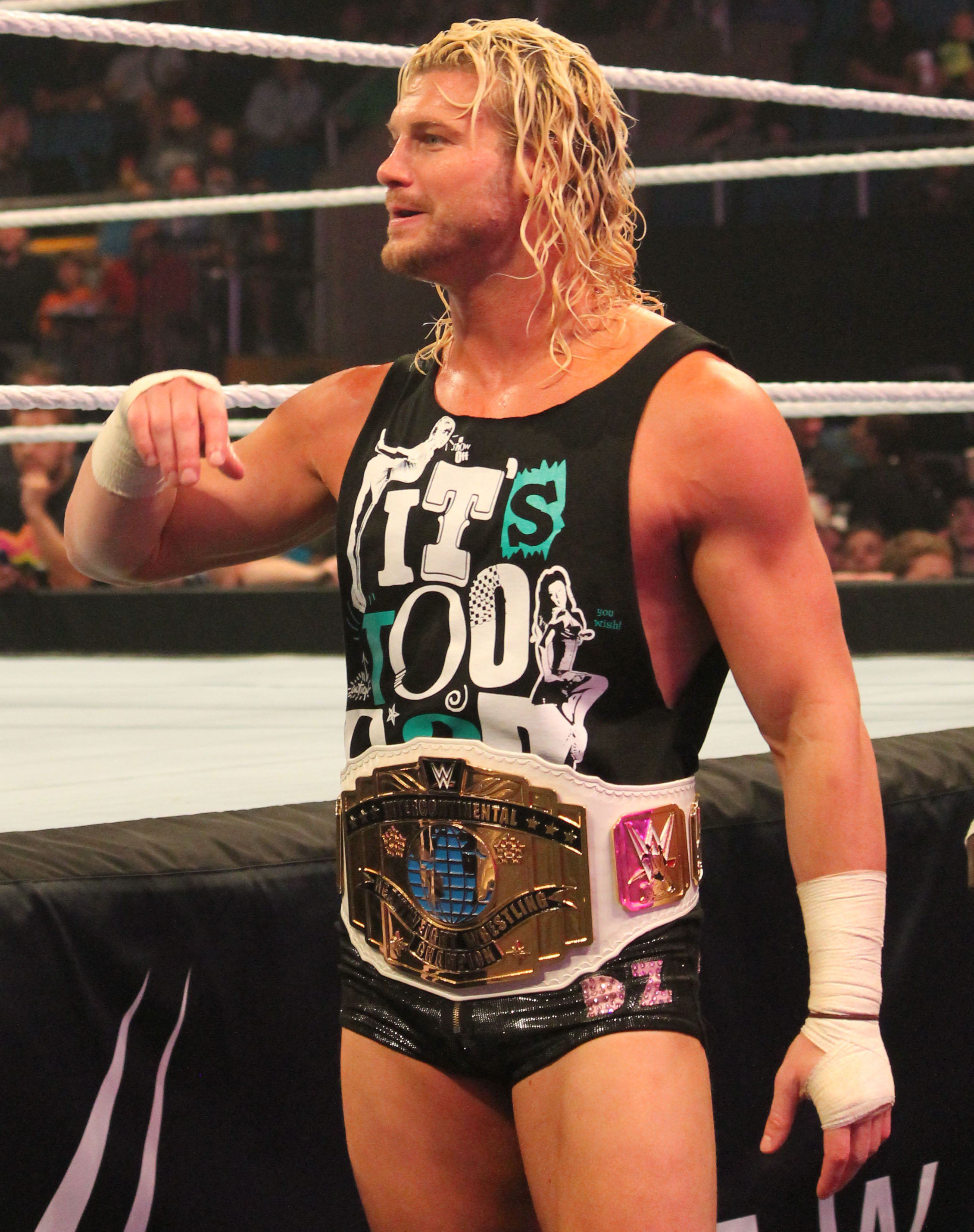
Dolph Ziggler con l'Intercontinental Championship, titolo che ha detenuto sei volte

  - FCW Florida Tag Team Championship (2) – con Brad Allen (1) e Gavin Spears (1)[75][76]
- Lucha Libre AAA Worldwide
  - Mega Campeonato AAA (1)[3]
- New Japan Pro-Wrestling
  - IWGP Global Heavyweight Championship (1)[77]
- Pro Wrestling Illustrated
  - 9º tra i 500 migliori wrestler singoli nella PWI 500 (2013)[78]
- Rolling Stone
  - Wrestler of the Year (2014)[79]
  - Worst Storyline (2015) - vs. Rusev, Summer Rae e Lana[80]
- Squared Circle Expo
  - SCX Championship (1)[81]
- Total Nonstop Action Wrestling
  - TNA World Championship (1)
  - TNA World Tag Team Championship (1) - con Ryan Nemeth
- WrestleCrap
  - Gooker Award (2015) - storyline con Rusev, Summer Rae e Lana[82]
- Wrestling Observer Newsletter
  - Most Improved (2011)[83]
  - Most Underrated (2011)[84]
- WWE
  - WWE Intercontinental Championship (6)[85]
  - World Heavyweight Championship (2)[86]
  - WWE United States Championship (2)[87]
  - WWE Raw Tag Team Championship (2) – con Drew McIntyre (1) e Robert Roode (1)[88]
  - NXT Championship (1)[89]
  - WWE SmackDown Tag Team Championship (1) – con Robert Roode[90]
  - World Tag Team Championship (1) – con Johnny, Kenny, Mikey e Mitch[91][92]
  - Money in the Bank (edizione 2012)[93]
  - Triple Crown Champion[94]
  - Slammy Award (2)
    - Best Twitter Handle or Social Champion (edizione 2014) - @HEELZiggler[95]
    - Match of the Year (edizione 2014) - Team Cena vs. Team Authority a Survivor Series[95]

## Filmografia

### Attore
- Countdown - Conto alla rovescia, regia di John Stockwell (2016)
- The Speed of Time, regia di William J. Stribling (2020)

### Doppiatore
- The Jetsons & WWE - Robo-WrestleMania!, regia di Anthony Bell (2017)